# Erdbeben von Bam 2003
Das Erdbeben von Bam 2003 traf die Provinz Kerman im Südosten des Iran am 26. Dezember um 5:26 Ortszeit (Iran Standard Time). Es hatte eine Stärke von 6,6 MW und eine Intensität von IX auf der Mercalliskala.
Das Erdbeben zerstörte Teile der Stadt Bam völlig und forderte offiziell 26.271 Tote. Weitere 30.000 Menschen wurden verletzt. Die Schäden waren unter anderem deshalb so groß, weil Lehmziegel das Standardbaumaterial in der Stadt waren. Viele Gebäude in der Region entsprachen nicht den Vorgaben des Erdbebenschutzes.
An den Rettungsaktionen vor Ort waren Hilfskräfte aus 44 Staaten beteiligt. 60 Staaten boten Hilfestellungen an.
Als Folge des Erdbebens zog die iranische Regierung zeitweilig sogar eine Verlegung der Hauptstadt Teheran in Betracht, da diese auf einer ähnlichen seismischen Verwerfung wie Bam liegt. Es wurde eine eigene Behörde gegründet, um Probleme der Stadtentwicklung im Land zu verringern (aktiver Erdbebenschutz) und die Stadt Bam wiederaufzubauen. Beim systematischen Aufbau, der besonders unter dem Gesichtspunkt erdbebensicherer Bauweise stand, arbeiteten die Regierung, internationale Organisationen und Einwohner zusammen.

## Hintergrund

### Die Stadt Bam
Vor dem Erdbeben wies die Stadt Bam eine Bevölkerung von etwa 97.000 Einwohnern auf. Sie war eines der beliebtesten Touristenziele des Iran, insbesondere wegen ihrer 2000 Jahre alten Lehmziegelzitadelle, dem größten Lehmbau der Welt, und der seit 1953 restaurierten mittelalterlichen Altstadt.
Während der Safawiden-Dynastie (1501–1736) war Bam ein großer Handelsplatz an der Seidenstraße.

### Erdbebenschutz im Iran vor dem Beben
Der Erdbebenschutz war im Iran relativ gering ausgeprägt, obwohl schon 1990 eine Behörde zur öffentlichen Erdbebenbildung gegründet wurde, die die Sicherheit und Vorsorge vor Schäden erhöhen und einen Erdbebenbereitschaftsdienst einrichten sollte. Im Oktober 2003 warnte Bahram Akasheh, der damalige Professor für Geophysik an der Universität von Teheran, vor den möglichen Folgen des geringen Erdbebenschutzes.

### Tektonik der Region
Der Iran liegt in einer tektonisch sehr aktiven Region. Die Spannungen, die sich regelmäßig in kleineren Erschütterungen und Erdbeben entladen, resultieren daraus, dass genau unter dem Land zwei Platten aneinander stoßen. Die Arabische Platte bewegt sich dort mit einer Geschwindigkeit von bis zu 3 cm pro Jahr nach Norden und stößt gegen die Eurasische Platte. Ein Nebeneffekt dieser Bewegung ist die Auffaltung der zahlreichen hohen Gebirgsketten, die den Iran in Ost-West-Richtung durchziehen.
Erste Analysen der Erdbewegung am 26. Dezember 2003 weisen darauf hin, dass das Erdbeben durch eine abrupte seitliche Bewegung an einer Verwerfung ausgelöst wurde. In der Region befinden sich viele große, bereits im Vorfeld kartierte Nord-Süd-Verwerfungen. Eine dieser Zonen, die bereits vorher als Bam-Verwerfung bekannt war, stellt vermutlich das Epizentrum des Bebens dar. Nur knapp 100 km südlich fanden 1981 an der Gowk-Verwerfung zwei schwere Beben mit insgesamt knapp 11.000 Toten statt (11 Juni: Magnitude 6,6; 28 Juli: Magnitude 7,3).
Das Plattensegment, das sich bei dem Beben abrupt bewegte, wird auf eine Gesamtlänge von 24 km geschätzt, wobei ein Großteil der Energie von einem 13 km langen südlichen Bruchstück der Erdplatte stammte. Der beim Beben in kürzester Zeit eingetretene Versatz zwischen den beiden Platten erreichte bis zu 270 Zentimeter mit einer Belastungsspitze von 6 MPa. Später ermittelte geologische Daten belegen, dass die Bam-Verwerfung aus einem 4–5 km breiten Verwerfungssystem besteht, mit dem Hauptast genau zwischen den Städten Bam und Baravat. Wissenschaftler vermuten, dass die große Zerstörungskraft des Erdbebens durch eine außergewöhnlich feste Verkeilung (Asperität) der beiden Platten miteinander entstand. Demnach entlud sich die hohe Spannung auf einen Schlag, indem sich eine vorher kaum nachweisbare neue Verwerfung bildete.

## Schäden und Opfer

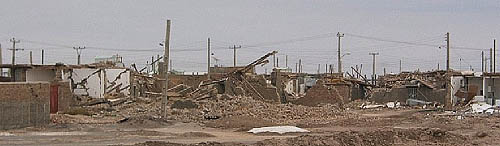
Erdbebenschäden in Bam

Das Erdbeben fand am 26. Dezember 2003 um 05:26 Ortszeit statt. Sein Epizentrum lag knapp 10 km südwestlich der antiken Stadt Bam. Neben Bam waren auch die Nachbarstadt Baravat und die Gebäude in einem Radius von 16 km stark betroffen.
Offiziell forderte das Beben 26.271 Tote und 30.000 Verletzte. Erste Angaben von bis zu 40.000 Toten bewahrheiteten sich nicht, da einige Opfer mehrmals gezählt wurden. Das Beben war das bis dahin Schwerwiegendste in der Geschichte des Iran. Ein Großteil der Opfer wurde im Schlaf von dem Beben überrascht. Unter den Toten befanden sich etwa 11.000 Schüler und gut 20 % des Lehrpersonals, was das örtliche Bildungssystem vor große Herausforderungen stellte.
Schätzungen zufolge wurden durch das Beben annähernd 90 % der Gebäude und Infrastruktur zerstört oder in Mitleidenschaft gezogen. Etwa 70 % der Wohngebäude waren nicht mehr beziehbar. In der Region wurde daher mit knapp 100.000 Obdachlosen gerechnet. In der Stadt Baravat stand kein einziges Haus mehr. Ein Großteil des Gebäudebestandes stammte aus dem 16. und 17. Jahrhundert, als Bam ein wichtiges regionales Zentrum war, und konnte der Stärke des Bebens nichts entgegensetzen. Ein Großteil der Häuser war in Handarbeit von ihren Besitzern errichtet worden, die keine Erfahrung in erdbebensicheren Materialien und Bauweisen hatten. In der Regel wurden traditionelle Lehmziegel als Baustoff verwendet. Mohsen Aboutorabi, Professor für Architektur an der Universität von Birmingham zeigte, dass diese Ziegel bereits beim Aufeinanderschlagen Risse bekamen.

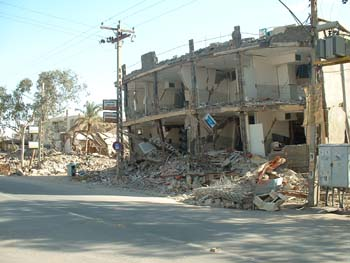
Gebäudeschäden in Bam

Der Hauptgrund für die hohe Opferzahl war, dass viele Menschen nach dem Einsturz der Wände von den herabfallenden schweren Lehmdecken begraben wurden, unter denen sie durch Staub und Sauerstoffmangel erstickten. Die iranische Regierung entschied Strafen für Verletzungen der Bauvorschriften durchzusetzen und eine eigene Einheit für die Überprüfung der Vorgaben einzurichten.
Eine Studie über 210 Opfer ergab, dass diese bis zu ihrer Rettung im Schnitt 1,9 Stunden unter den Trümmern verbrachten. 19 von ihnen hatten wegen der Quetschungen eine verringerte Durchblutung einzelner Gliedmaßen (Kompartmentsyndrom), 32 hatten eine verringerte Nierenleistung und die meisten erlitten Knochenbrüche. Auch neurologische Schäden auf Grund von Brüchen waren häufig.
Vor dem Erdbeben hatte Bam mit seiner großen Lehmziegelzitadelle eine der größten und besterhaltenen Lehmbauten weltweit. Diese wurde während des Bebens fast bis auf die Grundmauern zerstört.
Darüber hinaus zerstörte das Erdbeben die Strom- und Wasserversorgung in der Region. Mindestens 29 Nachbeben erschütterten die Region. Eine große Anzahl an Schulen wurde beschädigt oder vollständig zerstört. Etwa 1200 Lehrer und 10.000 Schüler starben. Die überlebenden Schüler und Lehrer waren stark traumatisiert. Erst am 5. Januar 2004 wurde damit begonnen, den Unterricht fortzusetzen.

## Folgen

### Beziehungen zwischen Iran und den USA

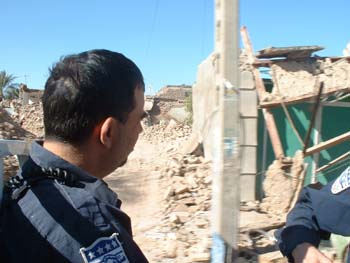
US-Hilfskräfte in Bam

Die diplomatischen Beziehungen zwischen dem Iran und den USA sind seit der islamischen Revolution 1979 kompliziert. Ein Tiefpunkt war 2002 erreicht, als der US-Präsident George W. Bush den Iran offiziell als Teil der Achse des Bösen bezeichnete. Dennoch boten die US-Amerikaner dem Staat humanitäre Hilfe an, die vorerst abgelehnt wurde. Am 30. Dezember wurde ein 81-köpfiges Hilfsteam geschickt, das unter anderem medizinische Hilfe leistete. Um das Team einfliegen zu können, stimmte der Iran der Landung eines US-Militärflugzeuges zu.
Im Gegenzug begannen erste Annäherungen im seit Jahren schwelenden Atomstreit beider Staaten. Der damalige Außenminister Colin Powell erklärte, dass in naher Zukunft wieder direkte Gespräche aufgenommen werden sollten. Auch einige Sanktionen wurden zeitweilig aufgehoben, um den Opfern der Katastrophe zu helfen.
Die Reaktionen auf die amerikanischen Hilfsleistungen im Iran waren gemischt. Das staatliche Radio des Iran INRA warf der US-Regierung unter anderem Einmischung in innere Angelegenheiten vor. Der damalige iranische Staatspräsident Mohammed Chatami unterstützte die Hilfsleistungen. Der Innenminister Abdolvahed Mousavi Lari blieb aber bei der Ablehnung israelischer Hilfsleistungen.

### Erste Hilfsleistungen
Ein US-Politiker beschrieb Bam nach dem Erdbeben als „buchstäblich ein Haufen Schutt“. Der iranische Präsident nannte das Beben eine nationale Tragödie und forderte von allen Iranern Hilfe für die Opfer zu leisten. Die Katastrophe zog eine große Welle an Hilfsleistungen nach sich, die Chatami als „Geist der Menschlichkeit“ bezeichnete. Am 29. Dezember besuchte der oberste religiöse Führer des Iran Ali Chamene’i die Region und bat alle Iraner und die internationale Gemeinschaft um jede Form von Hilfe.
Am 8. Januar 2004 beriefen das Rote Kreuz und die UN eine internationale Geberkonferenz für Bam ein, um 42 Millionen US-Dollar an Hilfsleistungen zu sammeln. Insgesamt sendeten 44 Staaten Hilfskräfte in die Katastrophenregion und 60 Länder boten Hilfestellung beim Wiederaufbau an. Bis zum 15. Januar stellte das Welternährungsprogramm der Vereinten Nationen 100.000 Nahrungsrationen zur Verfügung. Die UN entsandte Experten, um den Aufwand für den Wiederaufbau abzuschätzen und der Rote Halbmond errichtete Zeltlager für die Überlebenden.

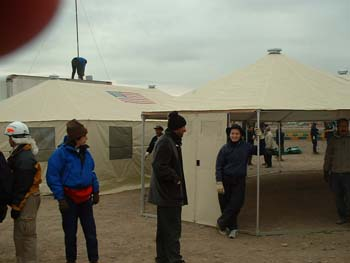
Zeltaufbau durch die UN bei Bam

Einer der ersten Staaten, die aktiv Hilfe leisteten, war die Volksrepublik China, die unmittelbar nach Bekanntwerden des Erdbebens ein 43-köpfiges Rettungsteam schickte. Insgesamt spendete die chinesische Regierung 15 Millionen Yuan und viele Privatpersonen und Firmen sammelten Spendengelder.
Die USA entsandten unter anderem ein Notfallteam sowie über 1100 Zelte, fast 4500 Behelfsküchen, 14.500 Decken, 430 Rollen Plastikfolie und knapp 68 Tonnen medizinische Ausrüstung
Da sich das Erdbeben im Winter ereignete, litten viele der Überlebenden unter den extrem niedrigen Temperaturen  während der Nächte, woran auch einige starben. Zu Beginn lebten die meisten Menschen in unbeheizten Zelten in den Trümmern. Mit der Zeit wurden viele Familien in beheizte Lager außerhalb der Stadt gebracht. Viele Einwohner wollten die Stadt aber nicht verlassen.
Am 29. Dezember wurde ein Baby nach drei Tagen lebendig geborgen. Zu diesem Zeitpunkt war die Hilfe bereits weitgehend angelaufen. Obwohl an dem Tag noch drei weitere Überlebende gefunden wurden, begannen die Helfer sich verstärkt der Wiederherstellung der Infrastruktur zu widmen. So konnte die Wasser- und Stromversorgung der meisten Stadtteile in diesen Tagen wiederhergestellt werden.
Eine der bemerkenswertesten Erfolge war die Bergung der 97-jährigen Sharbānou Māzandarānī, die erst nach acht Tagen am 3. Januar lebend aus den Trümmern befreit wurde. Der letzte lebende Verschüttete wurde am 8. Januar gefunden.

## Auswirkungen
Kurz nach dem Beben wurde im Iran diskutiert, ob die Hauptstadt Teheran verlegt werden sollte. Diese liegt wie Bam in einer Zone mit starken Verwerfungen und ist laut Ansicht vieler Experten akut von ähnlich starken Beben bedroht. In Frage kam unter anderem das im Zentraliran gelegene Isfahan, das bereits lange Zeit als Hauptstadt gedient hatte, bis diese 1788 nach Teheran verlegt wurde.
2003 war auf Grund des Bebens in Bam das Jahr mit den meisten Erdbebenopfern seit 1990. Etwa 75 % der Opfer entfielen auf die Stadt.

### Wiederaufbau

#### Planungsarbeiten
Im Januar 2004 schätzten die Vereinten Nationen die Kosten für den Wiederaufbau der Stadt auf 700 Millionen bis 1 Milliarde US-Dollar. Es erfolgte ein Aufruf an die Staatengemeinschaft, die Summe zusammenzutragen.
Mit der Erkenntnis, dass die Lehmziegel dem Erdbeben nicht standhalten konnten, wurde besonderen Wert auf die Auswahl geeigneter Baumaterialien gelegt. Neben den Baustoffen sollte auch eine erdbebensichere Bauweise angestrebt werden. Während der Wiederaufbauarbeiten wurden die Obdachlosen durch eine Wohnungsstiftung mit provisorischem Wohnraum versorgt. Vor dem Neubau musste alleine in Bam der Schutt von 19.000 zerstörten Gebäuden beseitigt werden. Im ländlichen Umkreis stand die Räumung von 4000 beschädigten Gebäuden an.
Die Regierung des Iran gründete ein Büro zum Wiederaufbau von Bam, das eine Schlüsselrolle in der Rekonstruktion spielte. Es überprüfte die Pläne der Architekten, verglich mögliche Strategien des Wiederaufbaus und entwickelte Strategien, um die Anfälligkeit von Erdbeben in Zukunft zu verringern. Darüber hinaus wurde ein Konzil von Architekten und Stadtplanern mit acht prominenten Fachkräften aus Architektur, Maschinenbau und Wirtschaft gegründet. Diese Gruppierung sollte den Aufbau aktiv leiten und die Finanzierung und die Einhaltung neuer Regularien überwachen. Das Programm der Vereinten Nationen für menschliche Siedlungen war gemeinsam mit der iranischen Regierung mit einem halbjährigen Projekt am Wiederaufbau beteiligt.

#### Probleme beim Wiederaufbau
Während des Wiederaufbaus kam es wegen der zahlreichen beteiligten Organisationen, Personen und Gruppierungen zu Konflikten über die Zielrichtungen der Projekte. Die Bildung eines Konsens z. B. über architektonische Entscheidungen erwies sich als überaus schwierig. In der Realität war der Anteil großer Projekte und internationaler Organisationen am Aufbau geringer als vorgesehen und die Umsetzung verlief sehr viel langsamer als geplant. Die Planung war langwierig und nach zwei Jahren noch nicht abgeschlossen, was zu Unzufriedenheit bei den beteiligten Firmen und den Einwohnern führte. In vielen Fällen kam es zu Aufbauarbeiten, die nicht mit den Plänen übereinstimmten. Die Regierung garantierte Zuschüsse für den Wiederaufbau. Dennoch entschieden sich noch im Jahr 2006 viele Einwohner, weiter in Lagern zu leben.

#### Erfolge beim Wiederaufbau

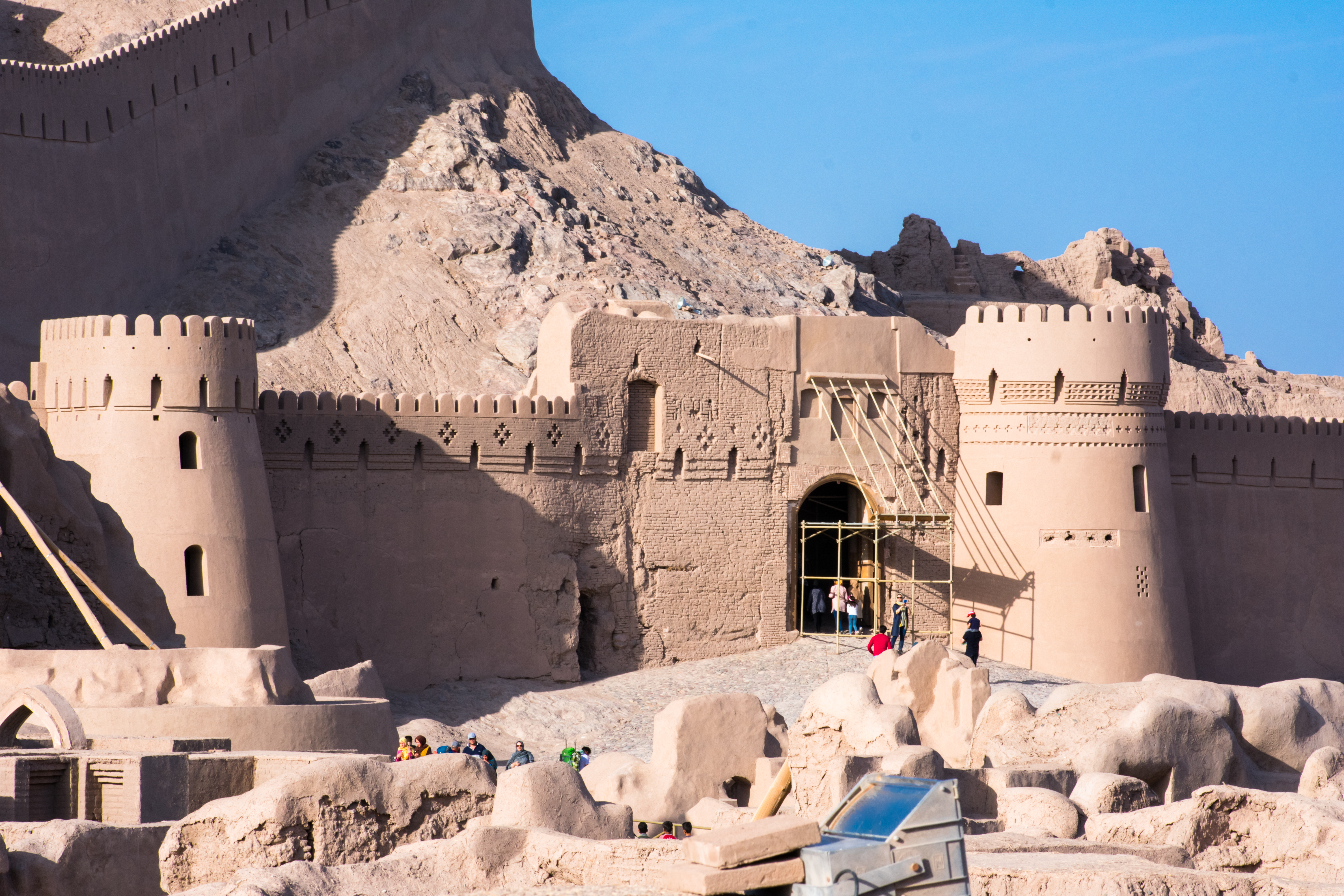
Wiederaufbau der Zitadelle von Bam

Obwohl der Wiederaufbau schleppend verlief und schon bei der Planung große Probleme auftraten, ist der Prozess überaus wichtig, da er Einfluss darauf hat, in welcher Art und Weise solche Großprojekte in Zukunft durchgeführt werden können. Insgesamt wurde beim Aufbau sehr viel mehr auf erdbebensichere Bauweise und die Einhaltung von Bauverordnungen geachtet.
Wirtschaftlich scheint der Aufbau Bam eine große Möglichkeit auf Wachstum und einen gelungenen Neustart zu geben. Vor allem die moderne Infrastruktur wie die neuen Wasser- und Abwasserleitungen sind ein großer Vorteil der Stadt. Insbesondere die Produktion von Obst und Datteln sind durch die Leitungssysteme effektiver geworden und erfuhren nach dem Erdbeben eine Zunahme von Investitionen und Beschäftigung.

### Medizinische Folgen
Das Erdbeben hat nicht nur akute, sondern auch langwierige psychologische Folgen für die Opfer. Zuerst stand die schwierige Versorgung der zahlreichen Verletzten im Vordergrund. Zwei Krankenhäuser sind beim Beben vollständig zerstört worden und die restlichen Aufnahmen konnten die Opfer kaum hinreichend versorgen. Etwa die Hälfte des medizinischen Personals der Stadt starben bei dem Beben. Die WHO verlangte 4 Millionen US-Dollar für medizinische Hilfe. Ein Schwerpunkt sollte auch die seelische Betreuung sein, da viele Opfer von dem Beben und seinen Folgen schwer traumatisiert wurden. Ein Bericht beweist, dass viele Einwohner unter posttraumatischen Stresssituationen und Depressionen leiden.
Im Dezember 2004, ein Jahr nach dem Beben, bescheinigte Mohammed Mukhier, der Leiter einer Delegation des Roten Kreuzes und Roten Halbmondes im Iran, dass die Folgen des Erdbebens nach wie vor in Form zerstörter Gebäude und in den Köpfen der Opfer präsent sind.
Ein psychologisches Programm betreute damals knapp 20.000 Menschen. Der iranische Rote Halbmond erhielt unter anderem Unterstützung aus Dänemark, Island und Italien. Die Hauptfinanzierung wurde aber vom Amt für humanitäre Hilfe der Europäischen Union bereitgestellt. Das Programm stellte nicht nur konventionelle medizinische Therapien bereit, sondern auch Freizeiteinrichtungen wie Malen, Nähen und Computerkurse.
Das Hauptkrankenhaus von Bam wurde wieder aufgebaut. Einige temporäre Notfallaufnahmen wurden aber in Hinblick auf mögliche zukünftige Katastrophen aktiv gehalten. Als Reaktion auf das Erdbeben hat die internationale Föderation des Roten Kreuzes verstärkt internationale Gelder und Ressourcen zur Unterstützung des iranischen Roten Halbmondes mobilisiert. Dies betrifft nicht nur akute Bewältigungsstrategien bei Umweltkatastrophe, sondern auch den Bau eines städtischen Gesundheitszentrums und von zehn Schulen für ein Ausbildungsprogramm für Rettungskräfte.

#### Anstieg des Drogenkonsums
Ein anderer Effekt des stark in Mitleidenschaft gezogenen Gesundheitswesens und der traumatischen Erfahrung durch das Erdbeben war ein Anstieg der Drogenprobleme. Viele Erdbebenopfer begannen mit dem Drogenkonsum. Da Bam an einer Handelsstraße zu einem der größten Mohnanbaugebiete der Welt in Afghanistan liegt, war vor allem Opium billig und einfach zu beschaffen. Im Jahr 2006 waren schätzungsweise 50 % der Männer und 15 % der Frauen abhängig.

### Filmische Darstellung
Der Film „Colors of Memory“ aus dem Jahr 2008 handelt von einem Arzt, der nach 33 Jahren in Deutschland wieder nach Bam nach Hause zurückkehrt. Dr. Parsa fliegt nach Teheran, um dort eine komplexe Operation durchzuführen. Dort trifft er einen alten Freund, der ihn überredet, zurück nach Bam zu fahren. Auf der Fahrt passieren sie den Schutt und die Zerstörungen und Dr. Parsa erinnert sich wieder an Szenen seiner Kindheit.
Eine niederländische Produktion ist der 2006 veröffentlichte Dokumentarfilm „Voices of Bam“.